# Никел
Никелът е метален химичен елемент в от 10-а група периодичната система на елементите със символ Ni и атомен номер 28. Член е на преходните метали. На цвят е сребристобял, по-твърд от желязото, с кубична стереоцентрична решетка, високи плътност, температури на топене и кипене, феромагнитен. Чистият никел е пластичен, обработва се лесно в студено и горещо състояние, поддава се на валцуване, изтегляне и коване.

## Откриване
Никел е използван още 3500 години пр.н.е., но никеловата руда е често бъркана със сребърна и затова тя е използвана като самостоятелен елемент в много по-късен момент от историята.
Минералите, съдържащи никел, били ценени, защото оцветявали стъклото в зелено.
През 1751 г. никелът е открит от шведския минералог и Химик Аскел Фредерик Кронщет. Саксонските миньори дълго време преди това знаели за съществуването на руда, която наподобявала медната, но от нея не могли да получат мед или друг метал. Смятали я за магьосничество, дело на злия дух „Стария Ник“. Така тази руда е била наречена „копферникел“ (мед на Ник). С изследването ѝ се заел Кронщет, получаващ зелен оксид, който после редуцирал до чист метал и отделил нов елемент, наречен от него никел Рудата се оказва сплав на никела с отдавна известния арсен (NiAs). Приживе Кронщет не успява убедително да докаже съществуването на новия елемент и откритието му дълго време се оспорвало. През 1775 г. неговият съотечественик, химикът и минералог Тоонберт Бергман публикувал своите изследвания, които убеждават много от противниците, че никелът е нов елемент. Понеже това все още не е достатъчно, в началото на 19 век френските химици Пруст и Ленар, както и немският химик Иеремиас Рихтер, утвърждават никела като нов елемент и проучват свойствата на чистия метал.
През 1881 г. е изсечена първата монета от чист никел.
Дълго време не е било възможно получаването на чист никел с пластични свойства поради съдържанието на сяра, дори ако е 0,03% във формата на никелов сулфид. При добавяне на желязо, към течен никелов сулфид се отделя железен сулфид във формата на зърна, който може лесно да бъде отделен и не нарушава структурата на никела.

## Разпространение
Средното съдържание на никела в земната кора е около 8.10-3% по маса и е на 23-то място по разпространение. Предполага се, че ядрото на земята съдържа главно желязо и никел.
Никелът е значително по-слабо разпространен от желязото. Обикновено рудата му съпътства желязната и е придружен много често от кобалт. Заедно, те могат да бъдат намерени в метеоритно желязо. По-разпространени са сулфидните и арсенидните минерали.
Известни са 181 никелови минерала, 171 от които са доказани от IMA. От по-важните минерали, със сяра образува милерит (NiS), пенталдит [(Fe,NI)9S8], придружен с Cu, Co и благородни метали; както и с арсен в минералите халонит и никелин (NiAs), херсдорфит NiAsS, гарниарит, ревдинскит, анабергит и други.

## Физични свойства
Никелът е сребристобял пластичен метал, който може да се полира. Лесно се поддава на валцуване, изтегляне и коване в горещо и студено състояние. Има атомно тегло от 58,6934. Никелът е по-твърд от желязото метал с висока плътност ̩– 8,912 g/sm3. Топи се при 1455 °C, а кипи при 2913 °C. Никелът е един от петте феромагнитни елемента. Обикновено е феромагнитен до 340 °C, но не толкова силен, колкото желязото. Притежава свойството „магнитострикция“ – размерите на парче никел се скъсяват в магнитно поле. Явлението се състои в това, че при прилагане на външно магнитно поле микромагнитите (домените) от безредно положение се подреждат в едно направление, деформирайки кристалната решетка. Ефектът е обратим

### Изотопи
В природата никелът е смес от своите 5 стабилни изотопа, които са със следните съотношения на земята и процес на синтезиране в звездитеː 58Ni – 68,077%; 60Ni – 26,223%; 61Ni – 1,140%; 62Ni – 3,364% 64Ni – 0,926%, като всичките са резултат от термодинамично равновесие.
Изследвани са 26 радиоактивни изотопа и 2 изомера на никела с A от 48 до 78, като най-дългоживущите от тях със съответните периоди на полуразпад и вид на разпада саː 59Ni – 7,6.104 години, електронен захват; 63Ni – 100,1 години, β--разпад; 56Ni – 6,075 дни, електронен ахват; 66Ni – 54,6 часа, β--разпад; 57Ni – 35,6 часа, електронно залавяне; 65Ni – 2,5172 часа,β--разпад.Останалите изотопи имат период на полуразпад минути, секунди или части от секундата.
Изотопите на никела са най-леките продукти от деленето на уран-235, плутоний-239 и уран-233.
Никел-62 притежава най-стабилния нуклид, с енергия на връзка на нуклоните в ядрото 8794,60 keV/нуклон. По-стабилен е дори от желязо-56. Намира се в областта на желязото (около атомно число А = 60). Това е областта, до която синтезът на стабилните ядра се осъществява от сливане на по-леки ядра, при което се отделя енергия. След тази област сливане на ядра чрез отделяне на енергия е невъзможно, енергията на връзката между нуклоните намалява и започва бавният s-процес, а след това и бързият r-процес – залавяне на неутрони при синтезиране на по-тежки ядра в звездите.

## Химични свойства
Електронната структура на никела е 1s22s22p63s23p63d84s2, прибавя се електрон към 3d подслоя.
Принадлежи към групата на преходните метали, твърд, ковък и еластичен.
Най-обичайната степен на окисление на никела са +2, но се срещат и -1, 0, +1, +3 и +4.
Никелът е слабо химично активен, неизменчив във въздуха и е инертен на окисляване. Във вид на прах, получен при редуцирането на никелови хидриди, се самозапалва на въздух. При обикновени температури и въздушна среда никелът се покрива с тънък защитен слой от никелов оксид, който лесно се редуцира до чист метал при термична редукция с алуминий или въглеродː
{\displaystyle {\ce {3NiO + 2Al ->[{t°}] 3Ni + Al2O3}}}
С водата или влагата от въздуха не взаимодейства. Окислението на повърхността на никела при нагряване започва около 800 °С. Образуват се два оксида – NiO и Ni2O3, а също и съответните два хидроксида – Ni(OH)2 Ni(OH)3. Реагира бавно със солната, сярната, фосфорната и флуороводородната киселина. Взаимодейства с разредена азотна киселина, а концентрираната го пасивира.
С водорода никелът образува твърди разтвори като хидридите NiH и NiH2, които са получени по косвен път.
Азотът почти не реагира с никела до 1400 °С, а раздробеният  никел образува нитрида Ni3N при 300 – 450 °С.
Разтопеният никел реагира с въглерода, като образува карбида Ni3C, който при кристализация на стопилка се разлага с отделяне на графит. Ni3C във вид на сиво-черен прах, разлагащ се при 450 °С, се получава при овъгляване на никел в атмосфера на CO при 250 – 400 °С. Диспресният никел с CO образува летливия и силно отровен никелов тетракарбонил Ni(CO)4, имащ структура на правилен тетраедър, като никеловият атом е в центъра му. Така никелът има нулева валентност. Молекулата на карбонила е химически наситена и не участва в съединителни реакции, но това не означава, че е химически валентна. Карбонилните групи лесно се заместват с други молекули и радикали. На това се основава каталитичното му действие.
Никелът образува силициди, бориди, телуриди и арсениди.
Никелът образува арсенат [Ni(AsO4)2•8H2O], силикат (Ni2SiO4) и още много други комплекси, а също и амини.

## Приложение
Прът от никел, поставен в магнитно поле с определена честота, може да стане източник на ултразвук. При определени дължина и резонансна честота се получават амплитудни колебания, достигащи до 0,01% от дължината на пръта. Ултразвуковите колебания се използват широко в практиката, като едно от тях е никелиране на метали. Чрез ултразвук се получават плътни и блестящи покрития, като скоростта на нанасянето им се увеличава.
Никелово-амонячните комплекси се използват при галванично никелиране на метали.
Американската монета от 5 цента, наречена на жаргон „никел“, не е магнитна, защото е съставена главно от мед, но канадските „никели“ са били такива до 1958 г.
Никелът е строителен материал, използва се за химични апаратури, също в ядрените реактори, като електроди в железно-никеловите и кадмиево-никеловите акумулатори, както и за защитни покрития на други метали (никелиране).

### Сплави
Никелът е особено ценен заради сплавите, които формира. Той е основен компонент в множество сплави и суперсплави, които са топлоустойчиви, свръхтвърди, магнитни, корозионно устойчиви и т.н. Най-използваните от тях саː
- монел – метал[4] (65 – 67% Ni + 30 – 32% Cu + 1% Mn). Има свойството на топлоустойчивост до 500°С. Лесно се получава от директна преработка на медно-никелова руда;[4]
- бяло злато (58,5% Au, Ag и Ni)
- нихром (60% Ni + 40% Cr). Това е съпротивителна сплав, която служи за нагреватели.[4]
- пермалой[4] (76% Ni + 17% Fe + 5% Cu +2% Cr). Притежава магнитна възприемчивост при много малки магнитни загуби.[4]
- инвар[4] (65% Fe + 35% Ni). Има минимален топлинен коефициент на разширение.[4]
- ново сребро[4] (20% Cu, Ni и Zn), монетна сплав.[4]

Към хром-никеловите се отнасят също и алпакат, констатан, никелин и манганин.
Никелът има интересна „избелваща“ способност – при 20% никел в медно-никелова сплав, изчезва черният цвят на медта.

## Биологична роля
Въпреки че това не било прието схващане преди 1970-те години, никелът играе значителна роля в биологията.
Никелът е необходим микроелемент за млекопитаещите животни и растенията. В организма на възрастен човек се съдържат 5 – 13,5 mg никел, който участва в определени ензими. Някои никелови съединения са токсични, например никелов карбонил. Никелът може да предизвика алергия, отразяваща се върху кожата или дихателните пътища.
Никел се съдържа в протеина уреаза – ензим, който способства хидролизата на уреята.

## Токсичност
Никелът постъпва в човешкия организъм през храната, водата, както и при допир с кожата. Никелът в малки количества не е опасен, той се извежда от организма чрез урината, и през стомашно чревният тракт. Но при по-големи количества или при хронично приемане може да причини отравяне, дори е канцерогенен.
Кожните алергии към никел са сравнително често срещани, като вероятна причина е широкото използване на никел в бижутерията (имитации на сребро), и в бита (българските монети съдържат никел, а също и еврото).
За да се избегне повишен прием на никел чрез водата и храната, е препоръчително да не се използват никелирани съдове, както и сплави с високо съдържание на никел (като някои видове неръждаема стомана).

## Руди
Добивът на никел идва от два типа руди: от една страна, когато главните рудни добиви са от никелов минерален лимонит: [(Fe,Ni)O(OH)], а от друга – магнитни сулфидни наноси, в които основната руда е пенталдит, [(Ni,Fe)9S8]. Основно се добива от сулфидни медно-цинкови руди. При обработките рудите процесите довеждат до създаване на NiO, след което никелът се редуцира с въглерод или алуминий до чист метал.
В експлоатационния си период мините в района на Събдъри, Онтарио, Канада добиват около 30% от световния запас на никел. За събдърийския залеж се смята, че се е появил при сблъсъка с голям метеорит още в ранните години от създаването на планетата ни. В Русия се намират около 40% от познатите световни залежи. Русия добива в мините в Норилск, Сибир, както за своите нужди, така и за износ. Големи находища са намерени също в Австралия, Куба и Индонезия.
Скорошни проучвания са открили залежи в Източна Турция, изключително благоприятни за производителите в Европа. Основано на геофизични доказателства се смята, че повечето от никела на земята е концентриран в земното ядро.

## Добив
Никелът може да бъде набавен чрез екстрактната металургия. За повечето от рудите на никела се използват традиционни методи на металургията за производство на метал чрез пречистване.
Никеловите сулфидни и арсенидни руди, обикновено съдържащи примеси, се пържат при определени условия до оксиди, сулфати и арсенати. Тази смес се разтваря в солна киселина и с H2S се утаяват Cu. Pb и Bi като сулфиди (NiS не се утаява в кисела среда). Арсенът и желязото се утаяват като Ca3(AsO4)3 и Fe(OH)3 с вар. Остатъкът се превръща в оксид, който се редуцира с въглища в електрическа пещ до чист метал.
Друг възможен метод е получаване на концентрат от никеловите руди чрез флотация и магнитна сепарация. Към него се прибавя SiO2 и се подлага на пържене и стапяне. При тези условия се получава железен силикат, отделящ се като шлака. Стопилката се оставя на бавно изстиване за един ден, при което се отделят ясно три фази – Ni3S2, Cu2S и Ni/Cu, които се разделят механично. Металната Ni/Cu фаза се преработва, за да се премахнат разтворените в нея благородни метали. Сулфидът се пържи до NiO.